# Skrajsen katt
Skrajsen katt (orig. Fraidy Cat) är den fjärde kortfilmen med radarparet Tom och Jerry.

## Handling
Efter att Tom blivit livrädd när han hört en spökhistoria på radion bestämmer sig Jerry för att skrämma vettet ur honom.